# Bastien Ribot
Bastien Ribot-Tona (* 25. Dezember 1986 in Perpignan) ist ein französisch-spanischer Eishockeyspieler, der seit 2002 beim CG Puigcerdà in der spanischen Superliga unter Vertrag steht.

## Karriere
Bastien Ribot begann seine Karriere als Eishockeyspieler beim CG Puigcerdà, für dessen erste Mannschaft er in der Saison 2002/03 sein Debüt in der Superliga gab.  Mit den Katalanen gewann der langjährige Nationalspieler in den Jahren 2006, 2007 und 2008 jeweils den spanischen Meistertitel sowie 2004, 2005, 2007, 2008, 2009 und 2010 die Copa del Rey.

### International
Für Spanien nahm Ribot im Juniorenbereich an den U18-Weltmeisterschaften der Division II 2003 und 2004 sowie den U20-Weltmeisterschaften der Division II 2005 und 2006 teil.
Im Seniorenbereich stand er im Aufgebot der Iberer bei den Weltmeisterschaften der Division II 2007, 2008, 2010 und 2015 sowie bei der Weltmeisterschaft der Division I 2011. Zudem vertrat er seine Farben bei den Qualifikationsturnieren für die Olympischen Winterspiele in Vancouver 2010 und in Sotschi 2014.

## Erfolge und Auszeichnungen
| - 2004 Spanischer Pokalsieger mit dem CG Puigcerdà - 2005 Spanischer Pokalsieger mit dem CG Puigcerdà - 2006 Spanischer Meister mit dem CG Puigcerdà - 2007 Spanischer Meister mit dem CG Puigcerdà - 2007 Spanischer Pokalsieger mit dem CG Puigcerdà | - 2008 Spanischer Meister mit dem CG Puigcerdà - 2008 Spanischer Pokalsieger mit dem CG Puigcerdà - 2009 Spanischer Pokalsieger mit dem CG Puigcerdà - 2010 Spanischer Pokalsieger mit dem CG Puigcerdà |

### International
- 2010 Aufstieg in die Division I bei der Weltmeisterschaft der Division II